# Освіта в Лубнах

## Історія
У 1760 році в школах Лубен навчалось 1624 дитини. 
У 1814 році в Лубенському двокласному повітовому училищі навчалося 43 учні на 3 тис. міського населення. 
За даними статистики, у 1908 році навчанням охоплювалися 67 % дітей повіту. Але навчання в більшості випадків зводилося лише до вивчення основ грамоти, більше одного року вчилися тільки 30 %, та із цих дітей всього 10 % продовжували навчання далі.  

### Навчальні заклади ХІХ— сер. XX ст.
- Чоловіча гімназія в Лубнах існувала з 1872 року і містилася по вул. Дворянській у будинку, що не зберігся, на місці сучасної  школи № 1.
- Жіноча гімназія, створена 1878 року, яка розташовувалась на місці сучасного гуртожитку бухгалтерського технікуму по вул. Гімназійній.
- Лубенське жіноче єпархіальне училище, відкрите 28 вересня 1908 року як середній навчальний заклад за ініціативою XII єпархіального з'їзду духовенства (1902 р.)
- У 1911 році перший набір (40 студентів) здійснила Лубенська учительська семінарія.
- Лубенський учительський інститут, що був створений 1920 року на базі єпархіального училища та існував до 1941 року.

### Навчальні заклади др. пол. XX ст.
- ПТУ № 12
- ПТУ № 13

## Сучасні навчальні заклади

### Дошкільні навчальні заклади[1]
- Лубенський дошкільний навчальний заклад № 1 «Дзвіночок»
- Лубенський дошкільний навчальний заклад № 3 «Смородинка»
- Лубенський дошкільний навчальний заклад № 5 «Зірочка»
- Лубенський дошкільний навчальний заклад (ясла-садок)№ 8 «Чебурашка»
- Лубенський дошкільний навчальний заклад № 9 «Берізка»
- Лубенський навчально-виховний комплекс № 9
- Лубенський дошкільний навчальний заклад № 10 «Сонечко»
- Лубенський дошкільний навчальний заклад № 11(ясла-садок) «Ластівка»
- Лубенський дошкільний навчальний заклад № 12 «Червона Шапочка»
- Лубенський дошкільний навчальний заклад № 17 «Золотий ключик»

### Загальноосвітні навчальні заклади[1]
- Лубенська загальноосвітня школа І-ІІІ ступенів № 1
- Лубенська загальноосвітня школа І-ІІІ ступенів № 2
- Лубенська загальноосвітня школа І-Ш ступенів № 3
- Лубенська загальноосвітня школа І-ІІІ ступенів № 4
- Лубенська спеціалізована школа І-ІІІ ступенів № 6
- Лубенська загальноосвітня школа І-ІІІ ступенів № 7 імені Героя України Віри Роїк
- Лубенська загальноосвітня школа І-ІІІ ступенів № 8
- Лубенський навчально-виховний комплекс № 9
- Лубенська загальноосвітня школа І — ІІІ ступенів № 10

### Позашкільні заклади[2]
- Лубенська дитячо-юнацька спортивна школа
- Лубенська музична школа
- Лубенська художня школа

### Професійно-технічні та вищі навчальні заклади[1]
- Лубенське медичне училище
- Лубенський лісотехнічний коледж
- Лубенський фінансово-економічний коледж Полтавської державної аграрної академії
- Лубенський професійний ліцей